# Nomen mysticum
Nomen Mysticum este numele care îi este dat unui membru al unei organizații mistice odată ce este confirmat ca membru al acelei organizații.

## Inițierea
De obicei numele secret nu îi este dat direct neofitului, ci numai după realizarea completă a inițierii. Majoritatea ordinelor ezoterice consideră că legătura dintre inițiere și prezentarea unui nume secret este un ritual de trecere. Se înțelege că acest proces reprezintă misterul renașterii (sau nașterii - morții - renașterii).

## Nume mistice remarcabile
- Sar Alden: Harvey Spencer Lewis, F.R.C., S.·.I.·., 33°66°95°, Ph.D., în FUDOSI
- Sar Validivar: Ralph Maxwell Lewis, F.R.C., în FUDOSI
- Sar Hieronymus: Emile Dantinne în FUDOSI
- Sar Yesir: Victor Blanchard în FUDOSI